# Merizocera oryzae
Merizocera oryzae là một loài nhện trong họ Ochyroceratidae. Loài này phân bố ở Sri Lanka.